# Калиновский (Новосибирская область)
Калиновский — посёлок в Краснозёрском районе Новосибирской области. Входит в состав Половинского сельсовета.

## География
Площадь посёлка — 4 гектара.

## Население
| 2002 | 2007 | 2010 |
| ---- | ---- | ---- |
| 8    | ↘5   | ↘2   |

## Инфраструктура
В посёлке по данным на 2007 год отсутствует социальная инфраструктура.